# Ordinary World
"Ordinary World" é uma canção da banda de rock inglesa Duran Duran, do disco Duran Duran, de 1993. Foi o principal single do álbum, que retomou a popularidade do grupo depois do fracasso de "Liberty" de 1990.
A canção atingiu o número 3 na tabela Billboard Hot 100 e o número 6 na UK Singles Chart. Simon LeBon, o vocalista, mais tarde iria interpretar a canção com Luciano Pavarotti, no âmbito da ajuda das crianças vítimas da guerra na Bósnia e Herzegovina.
Foi a 12ª música mais tocada nas rádios brasileiras em 1993.

## Desempenho em tabelas musicais e vendas

### Posições
| Tabela (1993)                                | Posição |
| -------------------------------------------- | ------- |
| Australian ARIA Singles Chart                | 18      |
| Austrian Singles Chart                       | 15      |
| Canadian Singles Chart                       | 1       |
| Dutch Top 40                                 | 14      |
| French SNEP Singles Chart                    | 6       |
| German Singles Chart                         | 16      |
| Irish Singles Chart                          | 3       |
| Italian Singles Chart                        | 2       |
| Norwegian Singles Chart                      | 5       |
| Swedish Singles Chart                        | 2       |
| Swiss Singles Chart                          | 11      |
| UK Singles Chart                             | 6       |
| U.S. Billboard Hot 100                       | 3       |
| U.S. Billboard Hot Modern Rock Tracks        | 2       |
| U.S. Billboard Hot Adult Contemporary Tracks | 14      |
| U.S. Billboard Top 40 Mainstream             | 1       |

### Certificações
| País | Certificação | Data                | Vendas certificadas |
| ---- | ------------ | ------------------- | ------------------- |
| U.S. | Ouro         | 19 de Março de 1993 | 500.000             |